# 2023. évi férfi, női felnőtt súlyemelő országos bajnokság
A 2023-as magyar súlyemelő bajnokság 2023. november 18–19-én került megrendezésre Nyíregyházán. Az versenyen 27 magyarországi egyesület 86 sportolója vett részt, 10-10 női és férfi súlycsoportban.

## Versenyprogram
| November 18.  | November 18.           | November 18.    | November 18. |
| Súlycsoportok | Súlycsoportok          | Verseny kezdete | Résztvevők   |
| ------------- | ---------------------- | --------------- | ------------ |
| Női           | 45, 49, 55 kg          | 10:00           | 9 fő         |
| Férfi         | 55, 61, 67, 73 kg      | 12:00           | 13 fő        |
| Női           | 59, 64 kg              | 14:30           | 14 fő        |
| Férfi         | 81, 89 kg              | 17:00           | 15 fő        |
| November 19.  |                        |                 |              |
| Férfi         | 96, 102 kg             | 10:00           | 12 fő        |
| Női           | 71, 76, 81, 87, 87+ kg | 12:30           | 13 fő        |
| Férfi         | 109, 109+ kg           | 15:00           | 10 fő        |

### Közvetítés
A versenyt a Magyar Súlyemelő Szövetség hivatalos YouTube csatornáján élőben közvetítette.

## Résztvevők
- Abaújszántói VSE (1)
- Anima Core SSZTE (1)
- Baranyai SE Tata (5)
- Békéscsabai SSZSE (5)
- BKV Előre SC (6)
- Fehérvár RC (1)
- FISZEJ SE (5)
- Gázláng SE (4)
- Győri AC (1)
- Haladás VSE (6)
- Kazincbarcikai VSE (1)
- Kecskeméti TE (10)
- Kisújszállási SSZSE (2)
- MAFC (6)
- Nyíregyházi VSC (2)
- Oroszlányiak VSK (4)
- Pécsi SE (3)
- Soroksári SSZSE (1)
- Szegedi Lelkesedés SK (5)
- Szerencs VSE (3)
- Tamási Koppány SE (1)
- Tatabányai SC (3)
- Téglás VSE (1)
- Testvériség-Újpalota SE (4)
- Tiszaújvárosi SC (1)
- Vállalkozók SE (3)
- Zalaegerszegi TE SK (1)

## Összesített éremtáblázat
| Helyezés | Egyesület               | Arany | Ezüst | Bronz | Összesen |
| -------- | ----------------------- | ----- | ----- | ----- | -------- |
| 1        | Kecskeméti TE           | 3     | 2     | 1     | 6        |
| 2        | Békéscsabai SSZSE       | 3     | 1     | 1     | 5        |
| 3        | FISZEJ SE               | 3     | 1     | 0     | 4        |
| 4        | Szegedi Lelkesedés SK   | 2     | 1     | 2     | 5        |
| 5        | Haladás VSE             | 2     | 1     | 1     | 4        |
| 6        | Tatabányai SC           | 2     | 0     | 1     | 3        |
| 7        | Oroszlányiak VSK        | 1     | 1     | 1     | 3        |
| 8        | Baranyai SE Tata        | 1     | 1     | 0     | 2        |
| 8        | Testvériség-Újpalota SE | 1     | 1     | 0     | 2        |
| 10       | BKV Előre SC            | 1     | 0     | 2     | 2        |
| 11       | Pécsi SE                | 1     | 0     | 0     | 1        |
| 12       | Nyíregyházi VSC         | 0     | 2     | 0     | 2        |
| 13       | Kisújszállási SSZSE     | 0     | 1     | 1     | 2        |
| 13       | MAFC                    | 0     | 1     | 1     | 2        |
| 13       | Szerencs VSE            | 0     | 1     | 1     | 2        |
| 16       | Fehérvár RC             | 0     | 1     | 0     | 1        |
| 16       | Gázláng SE              | 0     | 1     | 0     | 1        |
| 16       | Tamási Koppány SE       | 0     | 1     | 0     | 1        |
| 16       | Téglás VSE              | 0     | 1     | 0     | 1        |
| 16       | Vállalkozók SE          | 0     | 1     | 0     | 1        |
| 21       | Abaújszántói VSE        | 0     | 0     | 1     | 1        |
| 21       | Anima Core SSZTE        | 0     | 0     | 1     | 1        |
| 21       | Győri AC                | 0     | 0     | 1     | 1        |
| 21       | Zalaegerszegi TE SK     | 0     | 0     | 1     | 1        |

## Férfi versenyek[4]

### 55 kg
| Helyezés | Név                             | Szakítás (kg) | Szakítás (kg) | Szakítás (kg) | Lökés (kg) | Lökés (kg) | Lökés (kg) | Összetett (kg) |
| Helyezés | Név                             | 1             | 2             | 3             | 1          | 2          | 3          | Összetett (kg) |
| -------- | ------------------------------- | ------------- | ------------- | ------------- | ---------- | ---------- | ---------- | -------------- |
| 1        | Fekécs Noel (Békéscsabai SSZSE) | 65            | 70            | 75            | 90         | 100        | 105        | 175            |

### 61 kg
| Helyezés | Név                                        | Szakítás (kg) | Szakítás (kg) | Szakítás (kg) | Lökés (kg) | Lökés (kg) | Lökés (kg) | Összetett (kg) |
| Helyezés | Név                                        | 1             | 2             | 3             | 1          | 2          | 3          | Összetett (kg) |
| -------- | ------------------------------------------ | ------------- | ------------- | ------------- | ---------- | ---------- | ---------- | -------------- |
| 1        | Zolnai Lénárd Sándor (Oroszlányiak VSK)    | 80            | 82            | 85            | 101        | 110        | 110        | 183            |
| 2        | Papp Róbert Mihály (Szegedi Lelkesedés SK) | 75            | 80            | 80            | 92         | 96         | 96         | 176            |
| 3        | Papp Péter (Zalaegerszegi TE SK)           | 73            | 75            | 77            | 85         | —          | —          | 162            |

### 67 kg
| Helyezés | Név                                    | Szakítás (kg) | Szakítás (kg) | Szakítás (kg) | Lökés (kg) | Lökés (kg) | Lökés (kg) | Összetett (kg) |
| Helyezés | Név                                    | 1             | 2             | 3             | 1          | 2          | 3          | Összetett (kg) |
| -------- | -------------------------------------- | ------------- | ------------- | ------------- | ---------- | ---------- | ---------- | -------------- |
| 1        | Ferenczy Dániel (BKV Előre SC)         | 85            | 88            | 90            | 101        | 110        | 113        | 203            |
| 2        | Morvai Balázs Örs (Szerencs VSE)       | 83            | 86            | 89            | 93         | 96         | 100        | 189            |
| 3        | Wang De Forest (Szegedi Lelkesedés SK) | 81            | 81            | 85            | 95         | 95         | 100        | 162            |

### 73 kg
| Helyezés | Név                                     | Szakítás (kg) | Szakítás (kg) | Szakítás (kg) | Lökés (kg) | Lökés (kg) | Lökés (kg) | Összetett (kg) |
| Helyezés | Név                                     | 1             | 2             | 3             | 1          | 2          | 3          | Összetett (kg) |
| -------- | --------------------------------------- | ------------- | ------------- | ------------- | ---------- | ---------- | ---------- | -------------- |
| 1        | Újvári Lajos (Testvériség-Újpalota SE)  | 123           | 128           | 130           | 153        | 156        | 158        | 281            |
| 2        | Fenyő Dániel (Tamási Koppány SE)        | 120           | 120           | 120           | 145        | 152        | 152        | 272            |
| 3        | Fekécs Gergő (Békéscsabai SSZSE)        | 90            | 93            | 96            | 120        | 125        | 130        | 226            |
| 4        | Borsos Borisz Boldizsár (Kecskeméti TE) | 90            | 90            | 95            | 115        | 120        | 120        | 205            |
| 5        | Bodrogi Ádám (MAFC)                     | 85            | 90            | 93            | 111        | 111        | 116        | 201            |
| 6        | Kovács Bence (Gázláng SE)               | 80            | 80            | 80            | 108        | 112        | 114        | 194            |

### 81 kg
| Helyezés | Név                               | Szakítás (kg) | Szakítás (kg) | Szakítás (kg) | Lökés (kg) | Lökés (kg) | Lökés (kg) | Összetett (kg) |
| Helyezés | Név                               | 1             | 2             | 3             | 1          | 2          | 3          | Összetett (kg) |
| -------- | --------------------------------- | ------------- | ------------- | ------------- | ---------- | ---------- | ---------- | -------------- |
| 1        | Fekécs Szilárd (Tatabányai SC)    | 130           | 135           | 140           | 165        | 170        | 175        | 300            |
| 2        | Nagy Dániel (Kecskeméti TE)       | 106           | 113           | 116           | 138        | 138        | 143        | 249            |
| 3        | Stavarsz Ádám (Tatabányai SC)     | 110           | 110           | 117           | 133        | 138        | 140        | 248            |
| 4        | Kajáry Tibor (Baranyai SE Tata)   | 104           | 108           | 110           | 120        | 124        | 127        | 231            |
| 5        | Nemes András (MAFC)               | 90            | 95            | 100           | 120        | 125        | 132        | 225            |
| 6        | Gyömörei Marcell (Vállalkozók SE) | 90            | 94            | 96            | 116        | 116        | 125        | 212            |
| 7        | Pusztai Szabolcs (Haladás VSE)    | 85            | 88            | 91            | 117        | 125        | 125        | 205            |

### 89 kg
| Helyezés | Név                                        | Szakítás (kg) | Szakítás (kg) | Szakítás (kg) | Lökés (kg) | Lökés (kg) | Lökés (kg) | Összetett (kg) |
| Helyezés | Név                                        | 1             | 2             | 3             | 1          | 2          | 3          | Összetett (kg) |
| -------- | ------------------------------------------ | ------------- | ------------- | ------------- | ---------- | ---------- | ---------- | -------------- |
| 1        | Nagy Noel (Kecskeméti TE)                  | 115           | 122           | 130           | 145        | 165        | 165        | 267            |
| 2        | Törő András (Téglás VSE)                   | 106           | 111           | 112           | 132        | 136        | 136        | 248            |
| 3        | Hévízi Tamás (Szegedi Lelkesedés SK)       | 105           | 110           | 112           | 130        | 135        | 135        | 247            |
| 4        | Pólya Márton András (Haladás VSE)          | 103           | 107           | 109           | 126        | 132        | 135        | 239            |
| 5        | Harasztovics Gergő Tibor (Soroksári SSZSE) | 95            | 100           | 103           | 120        | 125        | 130        | 225            |
| 6        | Varga Norbert János (Baranyai SE Tata)     | 88            | 91            | 92            | 125        | 126        | 130        | 222            |
| 7        | Borneas Cristian (MAFC)                    | 88            | 92            | 95            | 120        | 125        | 128        | 220            |
| 8        | Szilágyi Csaba (Gázláng SE)                | 90            | 95            | 98            | 120        | 125        | 125        | 210            |

### 96 kg
| Helyezés | Név                                     | Szakítás (kg) | Szakítás (kg) | Szakítás (kg) | Lökés (kg) | Lökés (kg) | Lökés (kg) | Összetett (kg) |
| Helyezés | Név                                     | 1             | 2             | 3             | 1          | 2          | 3          | Összetett (kg) |
| -------- | --------------------------------------- | ------------- | ------------- | ------------- | ---------- | ---------- | ---------- | -------------- |
| 1        | Nagy Zsolt (Békéscsabai SSZSE)          | 122           | 127           | 128           | 150        | 156        | 160        | 284            |
| 2        | Dobi Levente (Nyíregyházi VSC)          | 120           | 125           | 128           | 150        | 160        | 160        | 275            |
| 3        | Kocsis Bálint (Kecskeméti TE)           | 103           | 106           | 109           | 140        | 150        | 155        | 256            |
| 4        | Homoki Gergely (Oroszlányiak VSK)       | 107           | 112           | 115           | 127        | 133        | 140        | 245            |
| 5        | Simon Zoltán (Kecskeméti TE)            | 105           | 105           | 105           | 125        | 135        | 135        | 230            |
| 6        | Antal Botond (Pécsi SE)                 | 95            | 100           | 105           | 117        | 126        | 126        | 222            |
| —        | Zsédely Szabolcs Csaba (Vállalkozók SE) | 118           | 118           | 118           | —          | —          | —          | —              |

### 102 kg
| Helyezés | Név                                       | Szakítás (kg) | Szakítás (kg) | Szakítás (kg) | Lökés (kg) | Lökés (kg) | Lökés (kg) | Összetett (kg) |
| Helyezés | Név                                       | 1             | 2             | 3             | 1          | 2          | 3          | Összetett (kg) |
| -------- | ----------------------------------------- | ------------- | ------------- | ------------- | ---------- | ---------- | ---------- | -------------- |
| 1        | Lucz Levente (Tatabányai SC)              | 130           | 135           | 140           | 160        | 170        | 175        | 315            |
| 2        | Tyukodi András ifj. (Kisújszállási SSZSE) | 126           | 126           | 130           | 145        | 152        | 152        | 282            |
| 3        | Prohászka Kristóf (MAFC)                  | 110           | 115           | 115           | 135        | 140        | 145        | 255            |
| 4        | Réti Márton (Tiszaújvárosi SC)            | 98            | 104           | 110           | 135        | 141        | 146        | 251            |
| 5        | Bakó Attila (BKV Előre SC)                | 100           | 105           | 108           | 120        | 125        | 128        | 233            |

### 109 kg
| Helyezés | Név                                  | Szakítás (kg) | Szakítás (kg) | Szakítás (kg) | Lökés (kg) | Lökés (kg) | Lökés (kg) | Összetett (kg) |
| Helyezés | Név                                  | 1             | 2             | 3             | 1          | 2          | 3          | Összetett (kg) |
| -------- | ------------------------------------ | ------------- | ------------- | ------------- | ---------- | ---------- | ---------- | -------------- |
| 1        | Gyurkovics Ferenc (Pécsi SE)         | 143           | 150           | 155           | 161        | 175        | 180        | 335            |
| 2        | Kalamár Krisztián (Oroszlányiak VSK) | 122           | 128           | 128           | 155        | 161        | 165        | 289            |
| 3        | Papp Géza (Haladás VSE)              | 115           | 120           | 123           | 155        | 162        | 170        | 282            |
| 4        | Bárány Gergő (Szerencs VSE)          | 118           | 122           | 129           | 148        | 152        | 158        | 281            |
| 5        | Tremel Mihály Béla (MAFC)            | 105           | 110           | 115           | 120        | 120        | —          | 235            |

### 109+ kg
| Helyezés | Név                                  | Szakítás (kg) | Szakítás (kg) | Szakítás (kg) | Lökés (kg) | Lökés (kg) | Lökés (kg) | Összetett (kg) |
| Helyezés | Név                                  | 1             | 2             | 3             | 1          | 2          | 3          | Összetett (kg) |
| -------- | ------------------------------------ | ------------- | ------------- | ------------- | ---------- | ---------- | ---------- | -------------- |
| 1        | Nagy Péter (Szegedi Lelkesedés SK)   | 150           | —             | —             | 190        | —          | —          | 340            |
| 2        | Mánomics Gergő (Vállalkozók SE)      | 125           | 131           | 131           | 160        | 170        | 170        | 285            |
| 3        | Tyukodi András (Kisújszállási SSZSE) | 115           | 120           | 120           | 135        | 140        | 145        | 265            |
| 4        | Bakó Szebasztián (Kecskeméti TE)     | 110           | 110           | 117           | 135        | 140        | 149        | 257            |
| 5        | Ruzsányi Dávid (BKV Előre SC)        | 105           | 105           | 110           | 135        | 140        | 146        | 250            |

## Női versenyek[4]

### 45 kg
| Helyezés | Név                                   | Szakítás (kg) | Szakítás (kg) | Szakítás (kg) | Lökés (kg) | Lökés (kg) | Lökés (kg) | Összetett (kg) |
| Helyezés | Név                                   | 1             | 2             | 3             | 1          | 2          | 3          | Összetett (kg) |
| -------- | ------------------------------------- | ------------- | ------------- | ------------- | ---------- | ---------- | ---------- | -------------- |
| 1        | Gercsák Enikő (FISZEJ SE)             | 38            | 41            | 43            | 50         | 54         | 57         | 100            |
| 2        | Gyuris Lilla Éva (Kecskeméti TE)      | 38            | 40            | 42            | 50         | 54         | 54         | 94             |
| 3        | Kontor Zsuzsanna Tímea (BKV Előre SC) | 40            | 43            | 44            | 49         | 49         | 52         | 93             |

### 49 kg
| Helyezés | Név                                | Szakítás (kg) | Szakítás (kg) | Szakítás (kg) | Lökés (kg) | Lökés (kg) | Lökés (kg) | Összetett (kg) |
| Helyezés | Név                                | 1             | 2             | 3             | 1          | 2          | 3          | Összetett (kg) |
| -------- | ---------------------------------- | ------------- | ------------- | ------------- | ---------- | ---------- | ---------- | -------------- |
| 1        | Richter Laura Patrícia (FISZEJ SE) | 50            | 53            | 53            | 60         | 63         | 63         | 110            |
| 2        | Pósa Tamara Alexa (FISZEJ SE)      | 45            | 48            | 48            | 60         | 63         | 65         | 108            |

### 55 kg
| Helyezés | Név                                             | Szakítás (kg) | Szakítás (kg) | Szakítás (kg) | Lökés (kg) | Lökés (kg) | Lökés (kg) | Összetett (kg) |
| Helyezés | Név                                             | 1             | 2             | 3             | 1          | 2          | 3          | Összetett (kg) |
| -------- | ----------------------------------------------- | ------------- | ------------- | ------------- | ---------- | ---------- | ---------- | -------------- |
| 1        | Kecskés Karina (FISZEJ SE)                      | 70            | 73            | 75            | 90         | 94         | 96         | 169            |
| 2        | Garamvölgyi Kasszandra Míra (Békéscsabai SSZSE) | 60            | 63            | 64            | 74         | 79         | 82         | 138            |
| 3        | Fehér Tímea (Anima Core SSZTE)                  | 52            | 55            | 55            | 62         | 65         | 65         | 114            |
| 4        | Polgár Csillag Virág (Testvériség-Újpalota SE)  | 49            | 51            | 53            | 55         | 60         | 62         | 106            |

### 59 kg
| Helyezés | Név                                        | Szakítás (kg) | Szakítás (kg) | Szakítás (kg) | Lökés (kg) | Lökés (kg) | Lökés (kg) | Összetett (kg) |
| Helyezés | Név                                        | 1             | 2             | 3             | 1          | 2          | 3          | Összetett (kg) |
| -------- | ------------------------------------------ | ------------- | ------------- | ------------- | ---------- | ---------- | ---------- | -------------- |
| 1        | Árva Cintia Andrea (Kecskeméti TE)         | 67            | 70            | 72            | 90         | 92         | 92         | 162            |
| 2        | Kasza Katalin (Testvériség-Újpalota SE)    | 66            | 70            | 72            | 78         | 81         | 81         | 150            |
| 3        | Illés Dóra Lilla (BKV Előre SC)            | 65            | 65            | 69            | 85         | 85         | 86         | 150            |
| 4        | Mosonyi Marietta (Baranyai SE Tata)        | 50            | 52            | 54            | 60         | 60         | 62         | 114            |
| 5        | Kovácsné Fábián Mária (Kazincbarcikai VSE) | 45            | 45            | 48            | 64         | 67         | 67         | 112            |
| 6        | Papp Rebeka Napsugár (FISZEJ SE)           | 45            | 45            | 48            | 64         | 66         | 67         | 111            |
| —        | Győrfi Ágnes (Kecskeméti TE)               | 51            | 51            | 53            | 58         | 58         | 58         | —              |

### 64 kg
| Helyezés | Név                                             | Szakítás (kg) | Szakítás (kg) | Szakítás (kg) | Lökés (kg) | Lökés (kg) | Lökés (kg) | Összetett (kg) |
| Helyezés | Név                                             | 1             | 2             | 3             | 1          | 2          | 3          | Összetett (kg) |
| -------- | ----------------------------------------------- | ------------- | ------------- | ------------- | ---------- | ---------- | ---------- | -------------- |
| 1        | Tóth Adrienn (Kecskeméti TE)                    | 72            | 75            | 77            | 85         | 90         | 90         | 165            |
| 2        | Füzesi Anna (Nyíregyházi VSC)                   | 70            | 73            | —             | 80         | —          | —          | 150            |
| 3        | Rádi Mariann (Oroszlányiak VSK)                 | 57            | 61            | 64            | 70         | 75         | 80         | 136            |
| 4        | Kaszás Dóra (BKV Előre SC)                      | 53            | 55            | 57            | 72         | 75         | 80         | 128            |
| 5        | Tomasovszki Franciska (Testvériség-Újpalota SE) | 53            | 57            | 57            | 70         | 75         | 75         | 128            |
| 6        | Bognárné Tóth Ildikó (Gázláng SE)               | 50            | 54            | 54            | 65         | 70         | 70         | 124            |
| 7        | Trasszer Vivien (Pécsi SE)                      | 52            | 54            | 56            | 62         | 63         | 65         | 117            |

### 71 kg
| Helyezés | Név                               | Szakítás (kg) | Szakítás (kg) | Szakítás (kg) | Lökés (kg) | Lökés (kg) | Lökés (kg) | Összetett (kg) |
| Helyezés | Név                               | 1             | 2             | 3             | 1          | 2          | 3          | Összetett (kg) |
| -------- | --------------------------------- | ------------- | ------------- | ------------- | ---------- | ---------- | ---------- | -------------- |
| 1        | Szalai Lili (Baranyai SE Tata)    | 85            | 90            | 92            | 105        | 109        | 111        | 199            |
| 2        | Nagy Annamária (Baranyai SE Tata) | 63            | 67            | 70            | 77         | 82         | 84         | 152            |
| 3        | Király Bianka (Abaújszántói VSE)  | 55            | 60            | 63            | 68         | 72         | 75         | 138            |

### 76 kg
| Helyezés | Név                                   | Szakítás (kg) | Szakítás (kg) | Szakítás (kg) | Lökés (kg) | Lökés (kg) | Lökés (kg) | Összetett (kg) |
| Helyezés | Név                                   | 1             | 2             | 3             | 1          | 2          | 3          | Összetett (kg) |
| -------- | ------------------------------------- | ------------- | ------------- | ------------- | ---------- | ---------- | ---------- | -------------- |
| 1        | Horváth Laura (Szegedi Lelkesedés SK) | 88            | 91            | 95            | 114        | 117        | 120        | 215            |
| 2        | Molnár Kinga (Haladás VSE)            | 57            | 60            | 62            | 82         | 84         | 87         | 147            |
| 3        | Buruzs Réka Jázmin (Győri AC)         | 58            | 60            | 62            | 68         | 70         | 70         | 130            |

### 81 kg
| Helyezés | Név                          | Szakítás (kg) | Szakítás (kg) | Szakítás (kg) | Lökés (kg) | Lökés (kg) | Lökés (kg) | Összetett (kg) |
| Helyezés | Név                          | 1             | 2             | 3             | 1          | 2          | 3          | Összetett (kg) |
| -------- | ---------------------------- | ------------- | ------------- | ------------- | ---------- | ---------- | ---------- | -------------- |
| 1        | Boros Viktória (Haladás VSE) | 75            | 80            | 83            | 95         | 100        | 103        | 183            |
| 2        | Juhász Anna Csilla (MAFC)    | 70            | 75            | 78            | 80         | 85         | 88         | 160            |
| 3        | Fábián Léna (Szerencs VSE)   | 62            | 66            | 70            | 82         | 82         | 87         | 153            |

### 87 kg
| Helyezés | Név                                 | Szakítás (kg) | Szakítás (kg) | Szakítás (kg) | Lökés (kg) | Lökés (kg) | Lökés (kg) | Összetett (kg) |
| Helyezés | Név                                 | 1             | 2             | 3             | 1          | 2          | 3          | Összetett (kg) |
| -------- | ----------------------------------- | ------------- | ------------- | ------------- | ---------- | ---------- | ---------- | -------------- |
| 1        | Mitykó Veronika (Békéscsabai SSZSE) | 93            | 98            | 100           | 107        | 112        | 115        | 215            |
| 2        | Bódis-Szabó Katinka (Fehérvár RC)   | 62            | 67            | 72            | 80         | 85         | 88         | 152            |

### 87+ kg
| Helyezés | Név                          | Szakítás (kg) | Szakítás (kg) | Szakítás (kg) | Lökés (kg) | Lökés (kg) | Lökés (kg) | Összetett (kg) |
| Helyezés | Név                          | 1             | 2             | 3             | 1          | 2          | 3          | Összetett (kg) |
| -------- | ---------------------------- | ------------- | ------------- | ------------- | ---------- | ---------- | ---------- | -------------- |
| 1        | Gyürüs Barbara (Haladás VSE) | 79            | 83            | 86            | 95         | 100        | 103        | 183            |
| 2        | Varga Henrietta (Gázláng SE) | 67            | 67            | 70            | 82         | 87         | 92         | 157            |

## Abszolút eredmények[4]
Az abszolút eredmények a Nemzetközi Súlyemelő Szövetség (IWF) által használt ROBI pont alapján lettek kiszámítva.

### Férfiak
| Helyezés | Név                                    | Súlycsoport | Összetett | ROBI pont |
| -------- | -------------------------------------- | ----------- | --------- | --------- |
| 1        | Fekécs Szilárd (Tatabányai SC)         | 81 kg       | 300 kg    | 464.06    |
| 2        | Újvári Lajos (Testvériség-Újpalota SE) | 73 kg       | 281 kg    | 423.28    |
| 3        | Gyurkovics Ferenc (Pécsi SE)           | 109 kg      | 335 kg    | 419.90    |

### Nők
| Helyezés | Név                                   | Súlycsoport | Összetett | ROBI pont |
| -------- | ------------------------------------- | ----------- | --------- | --------- |
| 1        | Horváth Laura (Szegedi Lelkesedés SK) | 76 kg       | 215 kg    | 425.85    |
| 2        | Szalai Lilli (Baranyai SE Tata)       | 71 kg       | 199 kg    | 376.64    |
| 3        | Kecskés Karina (FISZEJ SE)            | 55 kg       | 169 kg    | 375.26    |